# Egnasia seclusalis
Egnasia seclusalis là một loài bướm đêm trong họ Noctuidae.